# 中华人民共和国水利电力部
中华人民共和国水利电力部，简称水电部，是中华人民共和国曾经设立的一个部级单位，后被撤销。它曾是中华人民共和国国务院下设的统筹规划管理全国水利电力工作的政府职能部门，国务院的组成机构之一。部址北京白广路二条。

## 历史沿革
1949年政务院设立了水利部。1955年7月，从燃料工业部分设出电力工业部。
1958年1月，南宁会议期间，决定为解决水利、水电之间的矛盾，进一步加强水电建设，将水利部与电力工业部合并，成立水利电力部。1958年2月11日，第一届全国人大第五次会议通过决定，合并两部，成立水利电力部。基本建设司司长刘钟瑞，电力建设总局局长张彬，水利水电建设总局局长黄宇齐。
1979年2月23日，水利电力部分拆为水利部和电力工业部。
1982年国务院机构改革，再次将水利部和电力部合并，第二次成立水利电力部。设有水利工程管理司、计划司、电力生产司、外事司、农田水利司、农电司、水文局、物资局、成套设备局、水文水利调度中心等机构。其主要职能有保证国家的有关水利电力方面的政策、法律和各种行政法规的遵守和执行；根据国民经济发展的统一规划和计划，制定全国和地方水利电力的长远规划和年度计划；制定全国和地方各级管理水利电力方面的规章制度；组织领导全国性或地区性的水利电力生产建设规划的实施，重大水系的治理和大中型水利工程的建设；制定和完善水利电力的管理体制等。
1988年4月，国务院扩构改革，撤销水利电力部，新建中华人民共和国水利部。

## 负责人

### 部长
水利电力部历任部长：
1. 傅作义（1958年2月11日－1972年7月）
2. 陈德三（军管会主任，1967年7月-1970年1月）
3. 张文碧（革委会主任，1970年6月－1975年1月17日）
4. 钱正英（1975年1月17日－1979年2月23日，1982年3月8日－1988年4月12日）

### 副部长
担任水利电力部历任副部长有：
- 第一届全国人大期间（1958年2月-1959年4月）：李葆华、刘澜波、张含英、钱正英、冯仲云、程明升、李锐、王林[5]
- 第二届全国人大时期（1959年4月-1965年1月）：李葆华（-1961年2月）、刘澜波、张含英、钱正英、冯仲云、程明升、李锐（-1960年）、李代耕（1961年7月-）、郝执斋（1961年7月-）、杜星垣（1961年7月-）、罗文坊（1964年6月-）、张彬（1964年5月-）[5]
- 第三届全国人大期间（1965年1月-1975年1月）：刘澜波（-1967年）、张含英（-1967年）、钱正英（-1967年）、冯仲云（-1967年）、程明升（-1967年）、李代耕（-1967年）、郝执斋（-1965年8月）、杜星垣（-1965年8月）、张彬（-1967年）[5]
- 第四届全国人大（1975年1月-1978年3月）：刘向三、张季农、李代耕（1977年11月-）、李锡铭、李伯宁（1977年11月-）、郑代雨、郑永和（1976年-）、姚成庆
- 第五届全国人大（1978年3月-1979年2月）：刘向三、张季农、李代耕、李锡铭、李伯宁、郑代雨、郑永和、姚成庆[5]
  - 1982年3月-1983年6月（再设水电部）：李代耕、李锡铭、赵庆夫、彭士禄（1983年1月-）[5]
- 第六届全国人大（1983年6月-1988年4月）：李代耕（-1984年8月）、李伯宁（-1984年8月）、赵庆夫（-1986年11月）、彭士禄（-1985年9月）、杨振怀（-1983年7月）、张凤祥（1984年8月-）、陆佑楣（1984年8月-）、姚振炎（1985年9月-）、史大桢（1986年11月-）[5]